# Jesus Piece
Jesus Piece – piąty studyjny album amerykańskiego rapera Game’a. Ogólnoświatowa premiera odbyła się 11 grudnia 2012 roku. Był to ostatni album dla wytwórni Interscope Records. Pierwotny tytuł projektu brzmiał Soundtrack to Chaos, następnie F.I.V.E. (Fear is Victory's Evolution), a ostatecznie ma obecną formę. Był to pierwszy album koncepcyjny rapera. Singel promujący wydawnictwo to utwór „Celebration”, w którym gościnnie udzielili się Chris Brown, Tyga, Wiz Khalifa i Lil Wayne. Do piosenki powstał wideoklip. „Celebration” zadebiutowało na 82. miejscu notowania Billboard Hot 100. Oprócz wcześniej wymienionych artystów, na płycie udzielili się także Meek Mill, 2 Chainz, Rick Ross, Kanye West, Common, J. Cole, JMSN, King Chip, Trey Songz, Big Sean, Fabolous, Jeremih, Pusha T, Kendrick Lamar, Tank, Jamie Foxx, Elijah Blake, Future i Young Jeezy.
Oryginalna okładka przedstawia starszego brata rapera - Jevona Danella Taylora, zamordowanego w wieku 21 lat. Wersja specjalna albumu ze zmienioną okładką przedstawia czarnoskórego Jezusa Chrystusa.

## Lista utworów
Źródło.
1. „Scared Now” (gościnnie Meek Mill)
2. „Ali Bomaye” (gościnnie 2 Chainz & Rick Ross)
3. „Jesus Piece” (gościnnie Kanye West & Common)
4. „Pray” (gościnnie J. Cole & JMSN)
5. „Church” (gościnnie King Chip & Trey Songz)
6. „All That (Lady)” (gościnnie Lil Wayne, Big Sean, Fabolous & Jeremih)
7. „Name Me King” (gościnnie Pusha T)
8. „See No Evil” (gościnnie Kendrick Lamar & Tank)
9. „Can’t Get Right” (gościnnie K. Roosevelt)
10. „Heaven’s Arms”
11. „Hallelujah” (gościnnie Jamie Foxx)
12. „Freedom” (gościnnie Elijah Blake)
13. „Celebration” (gościnnie Chris Brown, Tyga, Wiz Khalifa & Lil Wayne) (wersja deluxe)
14. „I Remember” (gościnnie Young Jeezy & Future) (wersja deluxe)
15. „Blood Diamonds” (wersja deluxe)
16. „Dead People” (wersja iTunes Store)
17. „Blood of Christ” (wersja Best Buy)
18. „Holy Water” (wersja Best Buy)

## Historia wydań
| Kraj              | Data            | Wydawca    | Format               |
| ----------------- | --------------- | ---------- | -------------------- |
| Niemcy            | 11 grudnia 2012 | Interscope | Download, CD         |
| Australia         | 11 grudnia 2012 | Interscope | Download, CD         |
| Irlandia          | 11 grudnia 2012 | Interscope | Download, CD         |
| Wielka Brytania   | 11 grudnia 2012 | Interscope | Download, CD         |
| Stany Zjednoczone | 11 grudnia 2012 | Interscope | Digital download, CD |
| Kanada            | 11 grudnia 2012 | Interscope | Music download, CD   |